# ホンケワタガモ
ホンケワタガモ（本毛綿鴨、学名：Somateria mollissima）は、カモ目カモ科に分類される鳥類の一種である。別名オオケワタガモ。
「ケワタガモ」の名前の由来は、毛綿鴨の通り、良質の羽毛の採取対象とされてきたことによる。

## 分布
旧北区、新北区の周北極地帯。
北シベリア沿岸（カムチャツカ半島を除く）、アリューシャン列島、アラスカ沿岸、カナダ沿岸、グリーンランド沿岸、ラップランドで繁殖する。冬期は、アラスカ湾、北海沿岸、カムチャツカ半島南西部などに渡り越冬する。
日本では迷鳥として、北海道で1971年に観察例があるのみ。

## 形態
体長約62cm。雄の方が雌よりもやや大型である。

## 生態
ツンドラ地帯で繁殖する。非繁殖期は海上で過ごすが、よく海岸の岩場で休息をとる。
食性は雑食性が強く、小さな魚類、甲殻類などの他、海藻などの植物質の餌もかなり食べる。

## 画像

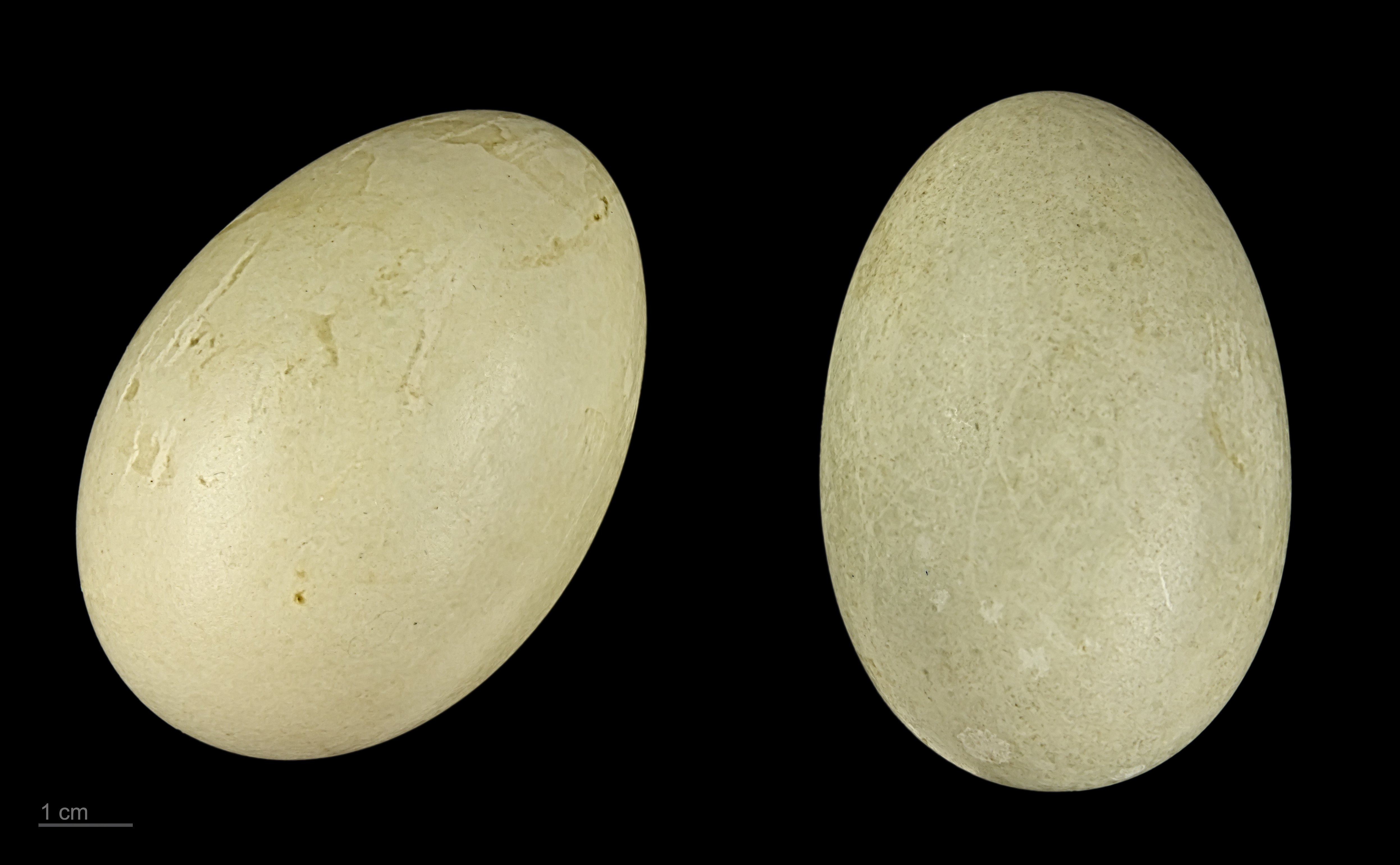
Somateria mollissima

## 亜種
6亜種に分類される。